# Gärdsmark
Gärdsmark är en småort i Skellefteå kommun, Västerbottens län belägen i Skellefteå socken norr om Gärdsmarksträsket sydväst om Skellefteå.